# Al-Hayat al-Jadida
Al-Hayat al-Jadida, in in arabo الحياة الجديدة‎?, Nouvelle vie, è un quotidiano palestinese, scritto in lingua araba e costituisce l'organo ufficiale di stampa ufficiale dell'Autorità Nazionale Palestinese. Fu pubblicato per la prima volta a Gaza City nel novembre 1994, sostituendo il precedente Falastin Al Thawra, come organo di stampa ufficiale dell'Autorità Nazionale Palestinese.

## Storia
Fu fondato da Nabil Amr e Hafez Barghouti , che vi hanno ricoperto la posizione di caporedattore fino al 2012. 
Il presente caporedattore è Mahmoud Abu Al-Haija,  preceduto nell'incarico da Yahya Yakhlef e Aref Hijaw